# 싱싱

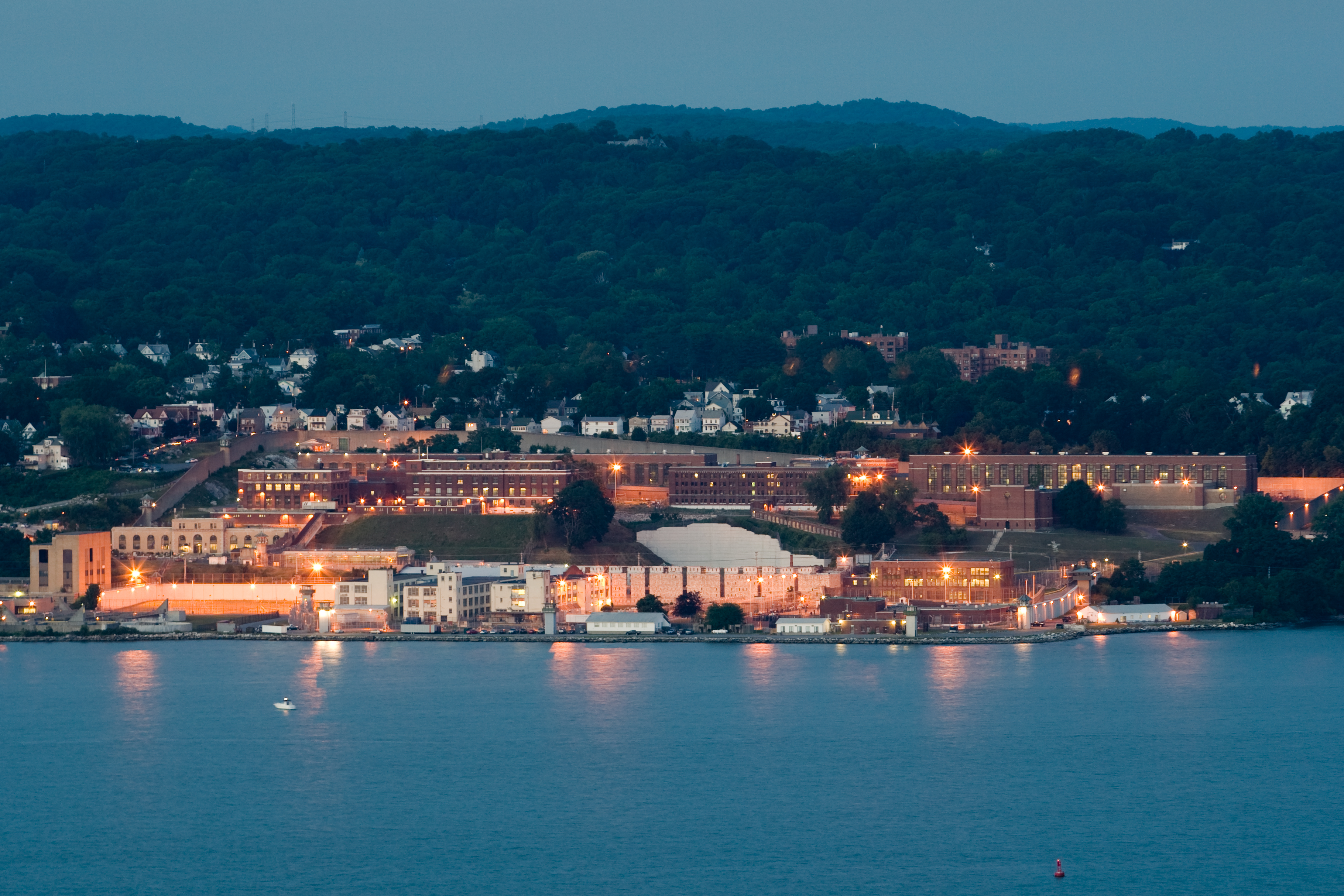

싱싱 교정시설(Sing Sing Correctional Facility)은 뉴욕주 교정 및 지역사회관리국에서 운영하는 최대 보안등급 교도소이다. 뉴욕주 뉴욕 시로부터 북쪽으로 50 킬로미터 떨어진 웨스트체스터 군 오시닝의 허드슨강 동안에 있다.
1685년 백인들이 싱크싱크족에게 부지를 구입했으며, 여기서 "싱싱"이라는 이름이 유래했다. 교도소 자체는 1826년 개소하여 1828년 공사가 완료되었다. 1970년 "오시닝 교정시설"로 이름이 바뀌었다가 1985년 "싱싱 교정시설"로 환원되었다.
싱싱에는 약 1,700 명의 재소자가 수감되어 있다.
메트로 노스 철도의 허드슨 선이 교도소 부지를 가로지른다.